# Through My Window
Through My Window – utwór szwedzkiej wokalistki Sandry Oxenryd, napisany przez Pearu'a Paulusa, Ilmara Laisaara, Alara Kotkasa i Jany Hallas, nagrany i wydany w 2006 roku. Singiel reprezentował Estonię podczas 47. Konkursu Piosenki Eurowizji.

## Historia utworu

### Nagranie
Muzykę do utworu skomponowali Pearu Paulus, Ilmar Laisaar, Alar Kotkas, natomiast słowa napisała Jana Hallas. Autorzy napisali wcześniej eurowizyjne propozycje „Once in a Lifetime” dla Ines oraz „Runaway” dla Sahlene. Za miks piosenki odpowiedzialny był Bo Reimer, a za mastering – Björn Engelmann. 

#### Nagrywanie

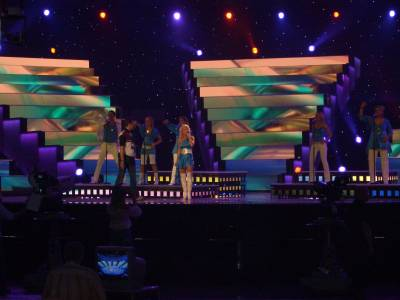
Sandra Oxenryd w trakcie prób do występu podczas 51. Konkursu Piosenki Eurowizji w 2006 roku

Poszczególne instrumenty w utworze nagrali:
- wokal – Sandra Oxenryd
- gitara – Ola Gustafsson
- gitara basowa – Marcus Black
- perkusja – Christer Jansson
- wokal wspierający – Emma Holmgren

### Występy na żywo:Eurolauli Konkurs Piosenki Eurowizji
W 2006 roku utwór został zakwalifikowany do stawki finałowej estońskich eliminacji do 47. Konkursu Piosenki Eurowizji – Eurolaul 2006. Kompozycja została zaprezentowana jako szósta w kolejności podczas koncertu finałowego, rozegranego 4 lutego w ETV Stuudio. Ostatecznie propozycja otrzymała największą liczbę 90 punktów od międzynarodowej komisji jurorskiej (w składzie: Maja Tatic z Bośni i Hercegowiny, Marija Naumova z Łotwy, Jürgen Meier-Beer z Niemiec, Sietse Bakker z Holandii, Jari Sillanpää z Finlandii, John Groves z Wielkiej Brytanii, Sandra Studer ze Szwajcarii, Urša Vlašic ze Słowenii, Bo Halldorsson z Islandii i Kobi Oshrat z Izraela), zostając tym samym utworem reprezentującym Estonii podczas Konkursu Piosenki Eurowizji. 
18 maja Oxenryd wystąpiła w półfinale Konkursu Piosenki Eurowizji, organizowanym na terenie Stadionu Olimpijskiego w Atenach, z 21. numerem startowym. Podczas występu towarzyszył jej chórek, w którym zaśpiewali: Jelena Juzvik, Dagmar Oja, Carita Nyström i Emma Andersson. Ostatecznie wokalistka zdobyła 111 punktów, zajmując trzecie miejsce w końcowej klasyfikacji, nie zdobywając awansu do rundy finałowej.

## Lista utworów
CD single
1. „Through My Window” – 3:00
2. „If I Could” – 3:44

CD-maxi single
1. „Through My Window” – 3:00
2. „Through My Window” (Alternative Radio Edit) – 3:00
3. „Through My Window” (Moontaxi Remix) – 4:15
4. „Through My Window” (Instrumental Version) – 3:00
5. „Through My Window” (DNS Project Remix) – 3:42